# Forcipomyia haroldi
Forcipomyia haroldi är en tvåvingeart som beskrevs av Meillon och Wirth 1989. Forcipomyia haroldi ingår i släktet Forcipomyia och familjen svidknott. Inga underarter finns listade i Catalogue of Life.